# Palaquium tjipetirense
Palaquium tjipetirense är en tvåhjärtbladig växtart som beskrevs av Herman Johannes Lam. Palaquium tjipetirense ingår i släktet Palaquium och familjen Sapotaceae. Inga underarter finns listade i Catalogue of Life.